# Too Late for Goodbyes
«Too Late for Goodbyes» — песня, записанная британским рок-музыкантом Джулианом Ленноном, первым сыном основателя группы The Beatles Джона Леннона.
Вышла как 1-й сингл в Великобритании (и 2-й в США) с его дебютного студийного альбома Valotte, вышедшего в 1984 году. Too Late for Goodbyes достиг лучшей десятки в основных хит-парадах США и Великобритании и получил номинацию на MTV Video Music Awards 1985 года. Песня вошла в саундтрек популярной видеоигры Grand Theft Auto:V.

## История
В ноябре 1984 года сингл достиг № 6 в британском UK Singles Chart и № 5 в американском Billboard Hot 100 (в марте 1985). Песня «Big Mama» на стороне B описывалась самим Джулианом Ленноном как «полу-хард-рок».
«Too Late for Goodbyes» возглавил американский чарт Adult Contemporary в 1985 году, оставаясь во главе его 2 недели. Музыкальное видео для этой песни поставил знаменитый кинорежиссёр Сэм Пекинпа, а продюсировал Martin Lewis.
Видеоклип «Too Late for Goodbyes» получил номинацию MTV Video Music Awards 1985 года в категории Лучшее видео дебютанта.

## Список композиций
UK 7" single (Charisma JL1)
1. «Too Late for Goodbyes» — 3:30
2. «Well I Don’t Know» — 4:35

US 7" single (Atlantic 7-89589)
1. «Too Late for Goodbyes» — 3:30
2. «Let Me Be» — 2:12

UK 12" single (Charisma JL112)
1. «Too Late for Goodbyes» — 3:30
2. «Big Mama» — 3:16
3. «Well I Don’t Know» — 4:35

US 12" single (Atlantic 0-86899)
1. "Too Late for Goodbyes (Extended Special Mix)" – 5:55
2. "Too Late for Goodbyes" – 3:30
3. "Let Me Be" – 2:12

## Номинации и награды
| 1985                                      |           |
| «The Glamorous Life»                      |           |
| MTV Video Music Award for Best New Artist | Номинация |

## Чарты
| Страна                           | Высшая позиция |
| -------------------------------- | -------------- |
| Великобритания UK Singles Chart  | 6              |
| США Billboard Hot 100            | 5              |
| США Billboard Adult Contemporary | 1              |